# Fabrika (Hvar)
Fabrika, uređena kamena obala broda u gradiću Hvaru, zaštićeno kulturno dobro.

## Opis dobra
Kamena obala sagrađena sredinom 16. stoljeća na potezu od Arsenala na dnu istočne obale hvarske luke pa do kraja zapadne obale luke. Uz rub je niz velikih kamenih kolona za privez brodova. Fabrika je sagrađena u okviru velikog projekta formiranja Hvara kao jedne od najvažnijih vojnih luka Venecije te je jedna od nastarijih uređenih luka na Sredozemlju.

## Zaštita
Pod oznakom Z-6395 zavedena je kao nepokretno kulturno dobro - kulturno-povijesna cjelina, pravna statusa zaštićena kulturnog dobra, klasificirano kao "urbana cjelna".